# تام پلات
تام پلات (انگلیسی: Tom Platt؛ زادهٔ ۱ اکتبر ۱۹۹۳) بازیکن فوتبال اهل بریتانیا است.
از باشگاه‌هایی که در آن بازی کرده‌است می‌توان به باشگاه فوتبال هاکنال تاون، باشگاه فوتبال هالیفاکس تاون، باشگاه فوتبال یورک سیتی، و باشگاه فوتبال هروگیت تاون اشاره کرد.